# Pterolophia tibialis
Pterolophia tibialis là một loài bọ cánh cứng trong họ Cerambycidae.